# Prinia inornata
La prinia sencilla (Prinia inornata) es una especie de ave paseriforme de la familia Cisticolidae. Está ampliamente extendida en Asia, encontrándose en Bangladés, Bután, Camboya, China, India, Indonesia, Laos, Birmania, Nepal, Pakistán, Sri Lanka, Taiwán, Tailandia y Vietnam.

## Subespecies
Se reconocen las siguientes subespecies:
- Prinia inornata terricolor
- Prinia inornata inornata
- Prinia inornata franklinii
- Prinia inornata insularis
- Prinia inornata fusca
- Prinia inornata extensicauda
- Prinia inornata blanfordi
- Prinia inornata herberti
- Prinia inornata flavirostris
- Prinia inornata blythi